# Work That Body
«Work That Body» (с англ. — «Работай своим телом») — песня американской певицы Дайаны Росс, записанная для её одиннадцатого студийного альбома Why Do Fools Fall in Love 1981 года. Авторами песни стали сама Росс (первая её написанная песня), Пол Джабара и Рэй Чу. Песня была написана во время популярности занятий аэробикой.
Она была выпущена третьим синглом с альбома в 1982 году с песней «Two Can Make It» на оборотной стороне (слова и музыка Дина Питчфорда и Тома Сноу). Сразу же после выхода поднялась на 14-ю строчку танцевального хит-парада журнала Billboard (вместе с «Mirror Mirror»), хотя в Billboard Hot 100 она достигла только 44-й строчки, в Hot Black Singles — 34-й. В Великобритании же песня стала большим хитом, поднявшись до 7-го места.

## Отзывы критиков
Рецензент журнала Record Mirror Сьюни заявила, что это полезный, энергичный продукт, идеально подходящий для тренировок в стиле Джейн Фонды. В Rolling Stone назвали песню «захватывающим произведением художественной танцевальной музыки», а в Billboard похвалили «один из самых крутых вокалов в карьере [Росс]» и предположили, что «слушатели, вероятно, будут прожигать дыру в полу ногами».

## Варианты издания
7" / 12"-сингл
A. «Work That Body» — 4:57
B. «Two Can Make It» — 3:23
7"-сингл
A. «Work That Body» — 3:29
B. «Two Can Make It» — 3:23
12" maxi-сингл
A. «Work That Body» (12" Mix) — 6:32
B. «Two Can Make It» — 3:23
12"-сингл
A. «Work That Body» (Extended Remix) — 6:21
B. «Two Can Make It» — 3:23

## Участники записи
- Дайана Росс — вокал, бэк-вокал
- Рэй Чу[англ.] — акустическое пианино, аранжировка
- Джефф Миронов — электрогитара
- Нил Джейсон[англ.] — бас-гитара
- Йоги Хортон[англ.] — барабаны
- Ральф Макдональд[англ.] — перкуссия
- Маргарет Дорн — бэк-вокал
- Лита Гэллоуэй — бэк-вокал
- Милли Уайтсайд — бэк-вокал

## Хит-парады
| Хит-парад (1982)                          | Высшая позиция |
| ----------------------------------------- | -------------- |
| Бельгия/Фландрия (Ultratop 50)            | 19             |
| Великобритания (UK Singles Chart)         | 7              |
| Ирландия (IRMA)                           | 10             |
| Нидерланды (Dutch Top 40)                 | 16             |
| Нидерланды (Single Top 100)               | 15             |
| США (Billboard Dance Club Songs)          | 14             |
| США (Billboard Hot 100)                   | 44             |
| США (Billboard Hot R&B/Hip-Hop Songs)     | 34             |
| США (Jet Top 20)                          | 10             |
| Финляндия (Suomen virallinen singlelista) | 10             |

## Кавер-версии
- Ру Пол записал кавер-версию песни для своего альбома Foxy Lady[англ.] в 1996 году[13].